# Лук'яненко Дмитро Григорович
Лук'я́ненко Дмитро́ Григо́рович  (род. 8 серпня 1955, Сухінічі, Росія) — видатний український, і відомий для окремих країн СНД, вчений-економіст, доктор економічних наук, професор, заслужений діяч науки і техніки України лауреат Премії НАН України ім. В. М. Птухи, голова підкомісії «Міжнародна економіка» Науково-методичної комісії Міністерства освіти і науки України з економіки та підприємництва. На громадських засадах очолює домовий комітет. Ректор  Київського національного економічного університету імені Вадима Гетьмана.

## Освіта
- 1962—1970 рр. — Бориспільська середня школа № 6 Київської обл.,
- 1970—1974 рр. — Київський технікум електронних приладів,
- 1977—1980 рр. — Київський інститут народного господарства ім. Д. С. Коротченка (з 1992 — Київський державний економічний університет, Київський національний економічний університет; з 07.2005 — Київський національний економічний університет ім. В.Гетьмана), спец. «Економіка промисловості»
- 1986 р. — захистив кандидатську дисертацію
- 1990 р. — закінчив Міжнародний інститут менеджменту (м. Київ), магістр ділової адміністрації
- 1996 р. — захистив докторську дисертацію на тему «Розвиток національної економіки в умовах міжнародної інтеграції»[1]

## Кар'єра
З 1980 р. — працює в Київському національному економічному університеті імені Вадима Гетьмана. З 1990 р. очолює кафедру міжнародних економічних відносин. Починаючи з 1996 р. очолює кафедру міжнародного менеджменту, керівником якої є і по теперішній час. З 1990 р. — доцент, з 1997 р. — професор. З 1995 року по 2012 рік обіймав посаду декана факультету Міжнародної економіки і менеджменту. З 2013 року і по грудень 2016 р. — Перший проректор з науково-педагогічної та наукової роботи ДВНЗ «Київський національний економічний університет імені Вадима Гетьмана». Із грудня 2016 р. виконувач обов'язків ректора КНЕУ імені Вадима Гетьмана. З 14 квітня 2017 р. — ректор КНЕУ імені Вадима Гетьмана.

## Наукова діяльність
Доктор економічних наук, професор Лук'яненко Дмитро Григорович є відомим в Україні і за кордоном вченим-економістом, фундатором національної наукової школи міжнародної економіки. Академік Української академії наук, Директор Інституту глобальної економічної політики ДВНЗ «Київський національний економічний університет імені Вадима Гетьмана». Його наукові досягнення у галузі міжнародної економічної інтеграції і глобалізації у 2001 р. відзначено Премією НАН України ім. В. М. Птухи.
Підготував 3-х докторів та понад 20 кандидатів економічних наук. З 2004 р. — Голова спеціалізованої вченої ради Д 26.006.02 по захисту докторських та кандидатських дисертацій зі спеціальності 08.00.02 — світове господарство і міжнародні економічні відносини.
Голова підкомісії «Міжнародна економіка» НМК Міністерства освіти і науки України з економічної освіти, експерт секції «Економіка» Міністерства освіти і науки України.
Проходив наукове стажування в провідних університетах Канади, США, Великої Британії, Німеччини, Нідерландів, Туреччини, Росії, Китаю. Брав безпосередню участь у розробці «Концепції зовнішньоекономічної політики України» (1995 р.), Проекту Зони вільної торгівлі «Україна-ЄС», підготовці щорічних доповідей Президента України, дослідженні актуальних економічних проблем за тематикою Державного комітету науки і техніки та НАН України, працював експертом Європейської Комісії ООН.
Очолює редакційні колегії наукових журналів «Цінні папери України» та «Міжнародна економічна політика». Член редколегії журналу «Розовый вагон». Член Спілки журналістів України.
Основні напрями наукових досліджень — міжнародна економічна інтеграція, глобалізація економічного розвитку, міжнародна інвестиційна діяльність, глобальний менеджмент.

## Відзнаки
- Указом Президента України 2001 р. отримав звання заслужений діяч науки і техніки України.
- Лауреат премії НАН України імені М. В. Птухи (за цикл наукових праць «Глобалізація і інтеграція світового розвитку») (2001 р.).
- Указом Президента України 2006 р. отримав орден «За заслуги» III ст.
- Указом Президента України 2012 р. отримав Орден «За заслуги» II ст.[4]

## Публікації
Загальний обсяг друкованих праць складає понад 200 найменувань. Автор і співавтор 20 фундаментальних монографій українською, російською, польською та англійською мовами і 30 підручників та навчальних посібників з міжнародної економіки та менеджменту.
Монографії
1. Глобальна економіка ХХІ століття: людський вимір [монографія] / Д. Г. Лук'яненко, А. М. Поручник, А. М. Колот [та ін.] ; за заг.ред. д-ра екон.наук, проф. Д. Г. Лук'яненка та д-ра екон.наук, проф. А. М. Поручника. — К. : КНЕУ, 2008. — 420 с.
2. Антициклічне регулювання ринкової економіки: глобалізаційна перспектива: монографія / Д. Г. Лук'яненко, А. М. Поручник, Я. М. Столярчук [та ін.]; за заг.ред. д-рів екон.наук.проф. Д. Г. Лук'яненка, Поручника А. М. — К.: КНЕУ, 2011. — 334 с.
3. Ресурси та моделі глобального економічного розвитку: [монографія] ; за заг. ред. Д. Г. Лук'яненка, А. М. Поручника. — К.: КНЕУ, 2011. — 703 с.
4. Глобальное экономическое развитие: тенденции, асимметрии, регулирование: монография [Д.Лукьяненко, А.Колот, Я.Столярчук и др.]: под. науч. ред. профессоров Д. Лукьяненко, А. Поручника, В. Колесова. — К.: КНЭУ, 2013. — 466 с.
5. Convergence and Divergence in Europe: Polish and Ukrainian Cases Monograph / scientific editors Dmytro Lukianenko, Viktor Chuzhykov, Machal Gabriel Woznaniak. — Kiev: KNEU, 2013. — 687 p.

Підручник, навчальні посібники
1. Международные стратегии экономического развития: учебное пособие / [Д. Г. Лук'яненко, Ю. В. Макогон та ін.]; под ред. Ю. В. Макогона. — К.: Знання, 2007. — 461 с.
2. Міжнародна економіка: [підручник] / За ред. Ю. Г. Козака, Д. Г. Лук'яненка, Ю. В. Макогона, 3-тє вид. — К.: Центр Учбової літератури, 2009. — 560 с.
3. Економічна глобалізація: [підручник] / А. С. Філіпенко, В. С. Будкін, І. В. Бураковський та ін.; за ред. А. С. Філіпенка. — К.: Видавничо-поліграфічний центр «Київський університет», 2009.
4. Міжнародні стратегії економічного розвитку: підручник. — К.: «Освіта України», 2009.
5. Транснаціональні корпорації: підручник / [Д. Г. Лук'яненко та ін.]. — Донецьк: 2013. — 637 с.

Статті
1. Лук'яненко Д. Г. Глобальна модифікація конкурентних механізмів ринку / Д. Г. Лук'яненко, О. С. Тітова // Міжнародна економічна політика. — К., 2011. — № 12-13. — С.5-22.
2. Імперативи глобального корпоративного менеджменту / Д. Г. Лук'яненко // Стратегія розвитку України (економіка, соціологія, право). — К., 2011. — № 1. — С.44-47.
3. Лук'яненко Д. Г. Освітньо-інтелектуальний ракурс інноваційного розвитку / Д. Г. Лук'яненко, А. М. Поручник // Стратегія розвитку України (економіка, соціологія, право): наук.журн. — К.: НАУ, 2011. — № 4. — Т.1. — С.89-94.
4. Лук'яненко Д. Г. Інноваційно-креативний компонент глобального менеджменту / Д. Г. Лук'яненко, О. С. Тітова // Журнал європейської економіки. — Том 11 (№ 1). — Березень 2012. — С.39-54.
5. Лук'яненко Д. Г. Імплементація парадигми економіки знань у стратегії національного економічного розвитку / О. Д. Лук'яненко, О. С. Дорошенко // Міжнародна економічна політика (наук.бази). — 2013. — № 19. — С.5-26.[5]